# Lysá pod Makytou
Lysá pod Makytou – wieś (obec) na Słowacji, w kraju trenczyńskim, w powiecie Púchov.